# Hiphop non stop/Nie słuchać przed 2050 r.
Hiphop non stop/Nie słuchać przed 2050 r. – singel polskiego rapera Łony. Wydawnictwo, w formie maxi singla ukazało się 4 listopada 2002 roku nakładem wytwórni muzycznej Asfalt Records w dystrybucji Sony Music Entertainment Poland. Pochodząca z płyty piosenka „Nie słuchać przed 2050 r.” dotarła do 3. miejsca Szczecińskiej Listy Przebojów Polskiego Radia.

## Lista utworów
Opracowano na podstawie materiału źródłowego.
1. „Hiphop non stop” (Album Version) – 1:57 (muzyka, produkcja: Webber)
2. „Nie słuchać przed 2050r.” (Radio Edit) – 3:08 (muzyka, produkcja: Webber)
3. „Hiphop non stop” (Webber Remix) – 2:12 (muzyka, produkcja: Webber)
4. „Hiphop non stop” (Rolo Remix) – 2:01
5. „Hiphop non stop” (Cybul Remix) – 3:03
6. „Nie słuchać przed 2050r.” (L.A./ WhiteHouse Remix) – 3:13
7. „Nie słuchać przed 2050r.” (Raadradd Remix) – 3:08
8. „Nie słuchać przed 2050r.” (Street Version) – 3:09
9. „Nie słuchać przed 2050r.” (Instrumental) – 3:09 (muzyka, produkcja: Webber)
10. „Hiphop non stop” (Webber Remix Instrumental) – 2:11 (muzyka, produkcja: Webber)
11. „Hiphop non stop” (reżyseria: Adam Grudziński, Jakub Zbyszyński) – 2:23 (teledysk)
12. „Nie słuchać przed 2050r.” (reżyseria: Christer Papanicolaou, Michał Rejent) – 3:10 (teledysk)